# Ловля тунца
«Ловля тунца» — картина испанского художника Сальвадора Дали, написанная в 1966—67 годах. Находится в коллекции Фонда Поля Ришара во Франции на острове Бендор. На картине видно, как Дали использует различные стили, исследованные им ранее: сюрреализм, пуантилизм, action painting, ташизм, поп-арт, оптическое и психоделическое искусство. Работа посвящена Жану Месонье, французскому живописцу XIX века.

## Информация о картине
Полотно огромных размеров, над которым Дали трудился около двух лет. В этой восторженной демонстрации вселенской энергии, в этой всеобщей пляске смерти, в этом ритуальном убийстве соединяются жизнь и смерть, кровь, красота, боль, страдание, миф. И всё это Дали представляет как некий высший, по сути своей маньеристический синтез многих стилей современного искусства, которые так или иначе привлекали его: сюрреализм, гиперреализм, «помпезный стиль», классицизм, поп-арт и оп-арт.

Очень большая картина, переполненная сценами насилия, «Ловля тунца» отличается нетипичным для Дали эпическим характером. Изумительная, фотографическая четкость деталей делает честь технике художника, но также и его умению идти в ногу со временем и использовать проектор для перенесения копируемых образов прямо на холст. Сами образы укладываются в диапазон от эллинистической скульптуры до кинематографа. Резня рыб изображается как кровавая баня, которую нетрудно принять за бой гладиаторов. Напряженные мускулы и готовность к насилию делают людей на картине похожими на фигуры Микеланджело, героически могучие и прославляемые в самом акте убийства. По контрасту, фигуры реальных рыбаков на заднем плане, делающих своё дело с профессиональным равнодушием, куда менее ярки (и в переносном, и в буквальном смысле слова). Там же, на заднем плане, но достаточно заметно, поставлена фигура обнаженной женщины, привлекающая к себе чрезвычайно мало внимания.